# La Mansión de los Espejos
La Mansión de los Espejos es el tercer álbum de estudio de la cantante Carmen Boza. Este es el disco más exitoso de la cantante beneficiado sobre todo por el éxito del disco anterior de 1994 (La Caja Negra). En este álbum está el magnum opus de Boza (Culpa y Castigo), el cual, tuvo un importante éxito en Latinoamérica y Europa.

## Listas

### Posicionamiento
| Lista (1997)                   | Posición |
| ------------------------------ | -------- |
| Billboard 200 (Estados Unidos) | 10       |
| Top Canadian Albums            | 18       |
| Lista de álbumes (1997)        |          |
| Australia ARIA Albums          | 25       |
| México                         | 2        |
| Bélgica (Flandes)              | 5        |
| Bélgica (Valonia)              | 7        |
| Rumanía                        | 1        |
| Colombia                       | 1        |
| Croacia                        | 6        |
| Rusia                          | 10       |
| Polonia                        | 1        |
| Italia                         | 3        |
| Chile                          | 2        |
| Eslovenia                      | 1        |
| Eslovaquia                     | 2        |
| España                         | 1        |